# 16"/45 Mark 1
16"/45 Mark 1 — американское корабельное орудие калибра 16 дюймов (406,4 мм) с длиной ствола 45 калибров. Разработка орудия начата в 1913 г. Ими вооружались три супердредноута типа «Колорадо». Всего было выпущено около 40 орудий, на которых постоянно проводились улучшения, в результате чего появилось множество модификаций орудий. В процессе модернизации линкоров в 1930-х годах были модернизированы и орудия, которые получили новое обозначение Mark 5. Эти орудия рассматривались как вариант вооружения новых линкоров типа «Норт Кэролайн», но в результате было принято решение о разработке нового орудия Mark 6. Во время нападения на Пёрл-Харбор 7 декабря 1941 года «Мэриленд» был сильно повреждён и стал на длительный ремонт, во время которого была произведена коренная модернизация и орудий. Орудия получили нарезку, зарядную камору и затворный механизм аналогичные орудиям Mark 6. Модернизированные орудия получили обозначение Mark 8.

## Конструкция и модификации орудия

### Обозначение
В официальной литературе ВМС США для обозначения орудий принятых на вооружение применяется составное наименование вида 16 inch Mark 1 mod. 2, т.е. «Калибр» + «Модель» + «Номер модели» + «Модификация» + «Номер модификации». Калибр даётся в дюймах. Термин модель чаще даётся полностью — как «Mark». Иногда применяется сокращение «Mk». Номер модели в литературе начала XX века даётся римскими цифрами. Поэтому можно встретить наименование 16 inch Mark I (например ORDNANCE PAMPHLET № 127 DECEMBER 1916 REVISED JANUARY 1918). В более поздней литературе применяются уже только арабские цифры. Для базовой модели обозначение «Модификация» в американской литературе до 1950-х годов не используется, т.е. даётся как 16 inch Mark 1 (ORDNANCE PAMPHLET № 127,
SECOND REVISION JUNE 1924 и ORDNANCE PAMPHLET № 127 THIRD REVISION APRIL 1942). Последующие модификации обозначаются как «Mod.» или «mod» с добавлением номера арабскими цифрами. После Второй Мировой войны в американской модификации для обозначения базовой модели стало применяться обозначение mod 0(ORDNANCE PAMPHLET № 127 FOURTH REVISION AUGUST 1956). В работах Кэмпбэла между моделью и модификацией он ставит знак «/», а после номера модификации - точку. Поэтому следует понимать, что у него обозначению Mark 1/0. соответствует американское обозначение 16 inch Mark 1 mod. 0, а обозначение Mark 1/2. эквивалентно 16 inch Mark 1 mod. 2.

### 16-inch type gun
Опытный образец. В официальной документации обозначалось просто как 16-inch type gun (рус. орудие 16-дюймового типа). Конструктивно орудие состояло из внутренней трубы, кожуха, семи скрепляющих и двух фиксирующих колец. Внутренняя труба, кожух, скрепляющие кольца В — из никелевой стали, остальные части изготовлены из орудийной стали. Орудие было скреплено цилиндрами по всей длине — до самого дула. Поршневое гнездо ввинчивалось в цилиндр С1 и имело фланец толщиной 114,3 мм (4,5 дюйма) с диаметром таким же как у орудия. Хомут для крепления в люльке располагался в 889 мм (35 дюймах) от торца затвора. Диаметр орудия в районе каморы 1346 мм (53 дюйма). Цилиндрическая поверхность для направляющих люльки начиналась в 3073 мм (121 дюйм) от торца затвора, имела диаметр 1219 мм (48 дюймов) и продолжалась 3429 мм (135 дюймов), с одним шпоночным пазом сверху орудия. Минимальный диаметр дульной части 609,6 мм (24 дюйма), а диаметр дульного утолщения 660,4 мм (26 дюймов). Общая длина орудия 18 669 мм (735 дюймов), внутренней трубы — 18 288 мм (720 дюймов). Затворный механизм 16-дюймового типа. Орудие имело № 1.

### Mark 1 Mod 0
Базовая модификация с нарезами прогрессивной крутизны. Ствол состоял из лейнера, внутренней трубы, кожуха, семи скрепляющих цилиндров и четырёх фиксирующих колец. Лейнер, внутренняя труба, кожух, скрепляющие цилиндры B2, B3, D1 и фиксирующее кольцо E1 были из никелевой стали, остальные части — из орудийной стали. Хомут для крепления в люльке располагался в 1130,3 мм (44,5 дюймах) от торца затвора. Цилиндрическая поверхность казённой части (направляющие люльки) начиналась в 3327,4 мм (131 дюйме) от среза казенника и имела длину 3810 мм (150 дюймов) при диаметре 1244,6 мм (49 дюймов), с одним шпоночным пазом сверху. Внешний диаметр ствола составлял 1358,9 мм (53,3 дюйма) в районе зарядной каморы. Минимальный диаметр дульной части 596,9 мм (23,5 дюйма), дульное утолщение было диаметром 673,1 мм (26,5 дюйма). Общая длина орудия 18 694,4 (736 дюймов) при длине внутренней трубы 18 288 мм (720 дюймов). Поршневой затвор типа Mark 1 с запиранием системы Вэлина (многоступенчатый поршень) и открыванием вниз. Правая нарезка состояла из 96 нарезов с прогрессивной крутизной — начиная с одного оборота на 50 калибров и доходя до оборота на 32 калибра в 15 036,8 мм (592 дюймах) от начала нарезов. Дальше до дульного среза шла постоянная нарезка — один оборот на 32 калибра.

### Mark 1 Mod 1
Конструкция идентична Mark 1 Mod 0, но нарезы постоянной крутизны — 1 оборот на 32 калибра.

### Mark 1 Mod 2
Модификация Mark 1 с лейнером закреплённым стопорным кольцом, зажимной муфтой и зазором между лейнером и уступом внутренней трубы.

### Mark 1 Mod 3
Модификация Mark 1 Mod 1 с изменениями аналогичными Mark 1 Mod 2.

### Mark 1 Mod 4
Mark 1 Mod 0 с лейнером закреплённым стопорным кольцом и добавлением центрирующего кольца в поршневом гнезде.

### Mark 1 Mod 5
Модификация Mark 1/0 с более тяжёлым конусным лейнером из углеродистой стали закреплённым стопорным кольцом, зажимной муфтой и зазором между лейнером и уступом внутренней трубы.

### Mark 1 Mod 6
Орудие № 33. Mark 1 Mod 2 с увеличенным до 3,25° уклоном упорного конуса зарядной каморы, начинающегося на диаметре 424,688 мм (16,72 дюйма) и с расширенным до (5,9 дюйма) дульным утолщением.

### Mark 1 Mod 7
Mark 1 Mod 6 с использованием фиксирующего кольца удерживающего внутреннюю трубу и лейнер от движения в сторону казённой части, вместо стопорного кольца и зажимной муфты.

### Mark 1 Mod 8
Mark 1 Mod 2 с использованием фиксирующего кольца удерживающего внутреннюю трубу и лейнер от движения в сторону казённой части, вместо стопорного кольца и зажимной муфты.

### Mark 1 Mod 9
Mark 1 Mod 4 с использованием фиксирующего кольца удерживающего внутреннюю трубу и лейнер от движения в сторону казённой части, вместо стопорного кольца и зажимной муфты.

### Mark 1 Mod 10
Mark 1 Mod 5 с использованием фиксирующего кольца удерживающего внутреннюю трубу и лейнер от движения в сторону казённой части, вместо стопорного кольца и зажимной муфты.

### Mark 5 Mod 0
Переделка Mark 1 Mod 2. Основные доработки сделаны в конструкции зарядной каморы - изменены переходной и опорный конусы.

### Mark 5 Mod 1
Переделка Mark 5. Использовано фиксирующее кольцо, удерживающее внутреннюю трубу и лейнер от движения в сторону казённой части, вместо стопорного кольца и зажимной муфты.  

### Mark 5 Mod 2
Переделка Mark 1 mod 7, mod 8, mod 9 и mod 10, Mark 5, Mark 5 mod 1. Лейнер с одним уступом и более сильным обжатием. Использовано фиксирующее кольцо, удерживающее внутреннюю трубу и лейнер от движения в сторону казённой части, вместо стопорного кольца и зажимной муфты. Конструкция зарядной каморы как у Mark 5.    

### Mark 5 Mod 3
Переделка экспериментального орудия Mark C. Конструкция зарядной каморы идентична Mark 6. Нарезка как у Mark 5. Так же как и в Mark C, по сравнению с Mark 5 в дульной части добавлен ещё один скрепляющий цилиндр B4. Планировалось для использования в трёх орудийных установках. 